# OFF!

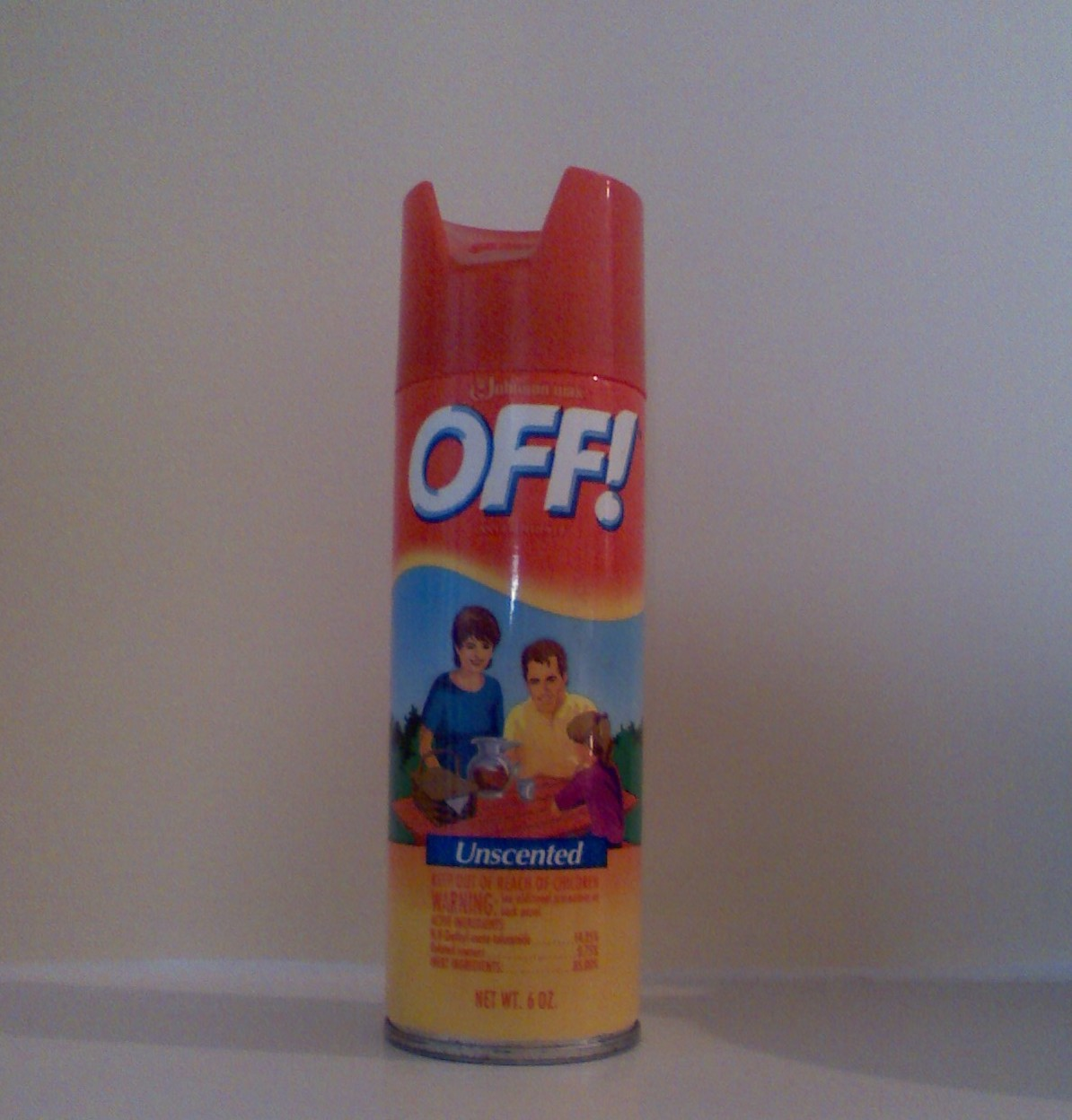
Repelente OFF!

OFF! é uma conhecida marca de repelente de insetos da S. C. Johnson & Son e produzido na Finlândia. O seu ingrediente ativo é DEET (N, N-dietil-m-toluamida). Foi vendido pela primeira vez em 1957. 
É usado através da aplicação sobre a pele ou roupa para evitar picadas de mosquitos.

## Ligações Externas
- Site oficial